# Kaptein Kaos
Kaptein Kaos är det sjätte studioalbumet med det norska folk metal-bandet TrollfesT. Albumet utgavs 2013 av skivbolaget  NoiseArt Records I en CD-version, i en digipak-version (CD + DVD) och dessutom som en 12" vinyl-skiva. Digipak-versionen och vinylskivan utgavs i begränsad upplaga. 
Låtarna på albumet handlar, som på de tidigare albumen, om troll och öl och är skrivna på det påhittade språket "Trollspråk" som är en blandning av norska och tyska.

## Låtförteckning
CD
1. "Trolltramp" (instrumental) – 2:39
2. "Kaptein Kaos" – 3:35
3. "Vulkan" – 4:06
4. "Ave Maria" – 4:27
5. "Filzlaus Verkündiger" – 1:23
6. "Die grosse Echsen" – 3:43
7. "Seduction Suite No.21" – 4:20
8. "Solskinnsmedisin" – 4:21
9. "Troll gegen Mann" – 3:47
10. "Sagn om stein" – 3:45
11. "Renkespill" – 3:52
12. "Kinesisk alkymi" – 4:22

- Text och musik: TrollfesT

DVD (digipak-utgåvan) – "Secret Timetravel Documents"
1. "The Making of Kaptein Kaos" – 35:37
2. "Heidenfest Tour Video" – 38:47
3. "Paganfest Tour Video" – 34:20

## Medverkande
Musiker (TrollfesT-medlemmar)
- Lodd Bolt (Øyvind Bolt Strönen Johannesen) – basgitarr
- TrollBANK (Eirik Renton) – trummor
- Mr. Seidel (John Espen Sagstad) – gitarr
- Trollmannen (Jostein Austvik) – sång
- Manskow (Øyvind Manskow) – dragspel, banjo
- Dr. Leif Kjønnsfleis (Morten Müller) – gitarr
- DrekkaDag (Dag Stiberg) – saxofon

Bidragande musiker
- Fjernkontrollet (Kai Renton) – synthesizer
- Bokn (Jon Eirik Bokn) – kör
- Narrenschiff (Bjørn Holter) – kör
- Jon Bjørnar Sandve – sång
- Tero Hyväluoma – violin
- Kristiane Amb – tuba
- Karoline Amb – klarinett, sång
- Birgitte Christine Glette – trumpet
- Ariadna Font – viola
- Daniel D'Louhy – leksaks-piano

Produktion
- TrollfesT – producent, ljudtekniker, ljudmix
- Endre Kirkesola – ljudtekniker, mastering
- Andy WarTroll – omslagsdesign, foto
- Terje Johnsen – omslagsdesign
- Jonas Darnell – omslagskonst